# سيمون آرميتاج
سيمون آرميتاج (بالإنجليزية: Simon Armitage)‏ شاعر وروائي بريطاني. من مواليد 26 مايو 1963 في غرب يوركشير، إنجلترا، المملكة المتحدة. كتب قصيدة عن أحداث سبتمبر 2001 التي هزت العالم. ترشح مرتين لمنصب شاعر البلاط البريطاني من قبل مجلس الوزراء البريطاني، واختير في العام 2019.

## السيرة الذاتية
ولد آرميتاج بقرية مادسن شمال المملكة المتحدة. درس الجغرافيا في جامعة بورتسموث، وحاصل على درجة الماجستير في تأثير الفنون على الجانحين الشباب. صدرت له 28 مجموعة شعرية، كانت أولها في عام 1989 بعنوان (زوم)، وهي التي عرف بواسطتها في الوسط الثقافي. واعتبره بعض النقاد خليفة للشاعر تيد هيوز أحد أفضل شعراء القرن العشرين.

## روابط خارجية
- سيمون آرميتاج على موقع IMDb (الإنجليزية)
- سيمون آرميتاج على موقع ميوزك برينز (الإنجليزية)
- سيمون آرميتاج على موقع ديسكوغز (الإنجليزية)
- سيمون آرميتاج على موقع قاعدة بيانات الفيلم (الإنجليزية)